# مصلحة دمغ المصوغات والموازين (مصر)
مصلحة دمغ المصوغات والموازين هي مصلحة حكومية مصرية تتبع وزارة التموين والتجارة الداخلية، أنشئت بهدف الرقابة على جودة المصوغات والمعادن الثمينة والموازين، وذلك من خلال عدة فروع في عدة مدن مصرية.

## التشريعات المنظمة
- قرار رئيس الجمهورية رقم 913 لسنة 1962 في شأن إلحاق مصلحة دمغ المصوغات والموازين بوزارة التموين.[1]
- قرار رئيس الجمهورية رقم 420 لسنة 2005 في شأن تنظيم وزارة التجارة والصناعة وإلحاق مصلحة دمغ المصوغات والموازين بها.[2]

### الدمغ
- قانون رقم 19 لسنة 1916 في شأن دمغة المصوغات.[3]
- قانون رقم 8 لسنة 1921 في شأن دمغة المشغولات الذهبية والفضية والأصناف ذات العيار الواطئ المستوردة إلى القطر المصري.[4]
- قانون رقم 126 لسنة 1946 في شأن دمغ المصوغات.[5]
  - التعديلات:
    - قانون رقم 100 لسنة 1963.[6]
    - قانون رقم 38 لسنة 1965.[7]
    - قانون رقم 40 لسنة 1967.[8]
    - قانون رقم 20 لسنة 1973.[9]

  - ألغي بموجبه:
    - القانون رقم 19 لسنة 1916.
    - القانون رقم 8 لسنة 1921.
- قانون رقم 68 لسنة 1976 في شأن الرقابة على المعادن الثمينة.[10]
  - التعديلات:
    - قانون رقم 34 لسنة 1977.[11]
    - قانون رقم 3 لسنة 1994.[12]
    - قانون رقم 15 لسنة 2002.[13]
    - قانون رقم 141 لسنة 2017.[14]

  - ألغي بموجبه:
    - القانون رقم 126 لسنة 1946.

  - اللائحة التنفيذية:
    - قرار وزاري رقم 107 لسنة 2002.[15]
    - قرار وزاري رقم 26 لسنة 2013.[16]
    - قرار وزاري رقم 39 لسنة 2013.[17]

### الوزن والكيل
- قانون رقم 9 لسنة 1914 في شأن الموازين والمقاييس والمكاييل بالقطر المصري.[18]
- قانون رقم 30 لسنة 1939 في شأن الموازين والمقاييس والمكاييل.[19]
  - ألغي بموجبه:
    - القانون رقم 9 لسنة 1914.
- قانون رقم 229 لسنة 1951 في شأن الموازين والمقاييس والمكاييل.[20]
  - التعديلات:
    - قانون رقم 236 لسنة 1952.[21]
    - قانون رقم 27 لسنة 1953.[22]
    - قانون رقم 346 لسنة 1953.[23]
    - قانون رقم 520 لسنة 1953.[24]
    - قانون رقم 225 لسنة 1955.[25]
    - قانون رقم 48 لسنة 1957.[26]
    - قانون رقم 179 لسنة 1960.[27]
    - قانون رقم 13 لسنة 1967.[28]

  - ألغي بموجبه:
    - القانون رقم 30 لسنة 1939.
- قانون رقم 69 لسنة 1976 في شأن الوزن والقياس والكيل.[29]
  - ألغي بموجبه:
    - القانون رقم 229 لسنة 1951.
- قانون رقم 1 لسنة 1994 في شأن الوزن والقياس والكيل.[30]
  - ألغي بموجبه:
    - القانون رقم 69 لسنة 1976.

### القياس والمعايرة
- قانون رقم 203 لسنة 2020 في شأن تنظيم أعمال القياس والمعايرة (المترولوجيا).[31]

## رؤساء المصلحة
- حمدي الحماحمي.[32]
- أحمد سليمان.[33]
- عبد الله منتصر.[34]
- محمد حنفي.[35]
- أحمد شاهين.[36]

## أنظر أيضا
- قائمة جهات رقابية مصرية